# Jan-Baptist Dienberghe
Jan Baptist Dienberghe (Brugge, 16 augustus 1756 - Assebroek, 4 augustus 1812) was een rooms-katholiek priester, rederijker en kroniekschrijver.

## Levensloop
Jan-Baptist was een zoon van kuiper Emmanuel Dienberghe en van Maria Josepha De Veughele.
Hij werd in 1781 tot priester gewijd en Jan Quicke bezong dit in een gelegenheidsgedicht. Hij werd achtereenvolgens:
- onderpastoor in Sint-Jan-in-Eremo (1782);
- onderpastoor in Sint-Laureins (1784);
- onderpastoor in Ichtegem (1791);
- onderpastoor in Brugge, Sint-Annakerk (1792);
- proost van het kuipersambacht (1794);
- kapelaan van de stedelijke begraafplaats van Brugge (1810).

Als kapelaan van het kerkhof legde hij de registers aan waarin de namen werden opgetekend van wie in de begraafplaats werd bijgezet. Hierbij vermeldde hij, naast hun naam, van welke parochie ze afkomstig waren en in welke 'klas' ze begraven werden. Als inleiding op het eerste register plaatste hij een portret van de Brugse burgemeester Karel-Aeneas de Croeser met een jaarschrift waarin hij diens lof bezong. Deze begraafboeken worden bewaard op het stadsarchief van Brugge.
Hij was ook stadhouder van de rederijkerskamer in Izegem. 
Omdat hij niet meer in Brugge woonde, maar in Assebroek, werd hij niet begraven op het kerkhof waar hij de kapelaan van was, maar op het kerkhof van Ver-Assebroek.

## Letterkundig werk
Dienberghe was auteur van gelegenheidsverzen, vooral ook van anagrammen en jaarschriften. Een aantal van zijn verzen komen voor in enkele publicaties en handschriften. Het meest bekende anagram is dat in het Latijn onder het standbeeld van de heilige Johannes Nepomucenus in de Brugse Wollestraat.
Daarnaast was hij auteur van geschiedkundige kronieken. Zijn tot ons gekomen, in handschrift:
- Kuypersambacht of Relatiën, Memoriën en Noten die als duygen gereed in het alom berugte en luysterlijk ambagt der Vrije Meester Kuypers binnen de vermaerde stad Brugge.
- Gedenkstukken der koninklijke en keyserlijke academie van schilder-, beeldhouw, bouw- en teekenkunst, opgeregt binnen de stad van Brugge ten jaere 1717
- Afschrift van de 'Levens der konstschilders' van Pieter Le Doulx, aangevuld door Dienberghe (Stadsbibliotheek Brugge).
- Manuscrits néerlandais (Bibliothèque nationale, Parijs), verzamelingen van stukken in verband met het  rederijkersleven in West-Vlaanderen, in Brugge en in Aalst.